# Alfred Rüegg
Pour les articles homonymes, voir Ruegg.
Alfred Rüegg, dit Fredy Rüegg, né le 7 mai 1934 à Zurich, mort le 26 avril 2010 à Affoltern am Albis, est un coureur cycliste professionnel suisse. Sa carrière s’est déroulée de 1959 à 1967. Elle a été couronnée par une victoire dans le Tour de Suisse (1960) et une victoire dans le Championnat de Zurich (1960). Il a obtenu le record du monde de l'heure sur piste couverte en 1962 (46,819 km).

## Équipes successives
Durant les années 1960 et 1970, les coureurs professionnels suisses avaient l’autorisation d’appartenir à plusieurs équipes, l’une établie en Suisse pour participer aux courses nationales, et les autres, établies à l’étranger, pour participer aux épreuves du calendrier international.
- 1959 : Tricofilina - Coppi
- 1959 : Condor
- 1959 : Molteni
- 1960 : Telefunken
- 1960 : Gazzola
- 1960 : Liberia - Grammont
- 1961 : Liberia - Grammont
- 1961 : Cynar - Mittelholzer
- 1961 : Fortis - Mittelholzer
- 1962 : Mittelholzer - Cynar
- 1962 : Bertin - Porter 39 - Milremo
- 1962 : Molteni
- 1962 : Afri - Cola - Rabeneick
- 1963 : Cynar
- 1964 : Tigra - Meltina
- 1964 : Flandria - Romeo
- 1965 : Cynar
- 1966 : Zimba
- 1966 : Wolfhauser - Ravi
- 1966 : Tigra - Meltina
- 1967 : Zimba - Automatic

## Palmarès
- 1957
  - Giro del Mendrisiotto
  - 3e du Tour du Stausee
- 1959
  - 3e du Tour de Romandie
  - 10e du Tour de Suisse
- 1960
  - 6e étape du Tour d'Allemagne (Ludwigshafen-Trèves, 238 km)
  - Championnat de Zurich
  - Tour de Suisse :
    - Classement général
    - 2e et 4e étapes

  - 2e du Tour du Nord-Ouest de la Suisse
- 1961
  - 1re étape du Tour de Romandie (Genève-Saxon, 139 km)
  - 1re étape du Tour de Suisse (Zurich-Laufenburg, 211 km)
  - Tour du Nord-Ouest de la Suisse
  - 3e du Tour de Suisse
  - 3e du Tour du Tessin
  - 6e du Tour de Romandie
- 1965
  - 9e du Tour de Suisse
- 1966
  - 4e étape du Tour de Suisse (Saas Fee-Lugano, 253 km)
- 1967
  - Champion de Suisse sur route

## Résultats sur les grands tours

### Tour de France
- 1961 : 12e
- 1967 : 35e

### Tour d'Italie
- 1959 : 64e
- 1960 : 49e
- 1962 : abandon
- 1963 : abandon

## Palmarès sur piste
- Champion de Suisse de poursuite amateur en 1958
- Champion de Suisse de poursuite professionnel en 1962, 1966
- Champion de Suisse de demi-fond en 1966